# Sudanell
Sudanell è un comune spagnolo di 851 abitanti situato nella comunità autonoma della Catalogna.